# Pierre-Paul Botta
Pour les articles homonymes, voir Botta.
Pierre Paul Botta, né le 3 mai 1741 à Wissembourg, mort le 28 juillet 1795 à Vannes (Morbihan), est un général de brigade de la Révolution française.

## État de service
Il entre en service le 3 mai 1757 comme simple soldat au régiment de Normandie, et il fait les campagnes de 1760 et 1761 en Allemagne. Il assiste à la Bataille de Kloster Kampen le 15 octobre 1760, et il devient caporal le 26 février 1763, puis sergent le 1er novembre suivant et fourrier le 1er septembre 1765.
Affecté aux îles de France et de Bourbon, il est nommé adjudant le 16 juin 1776, porte-drapeau le 20 mars 1778, et quartier maitre trésorier le 8 juin 1781. En 1782, il fait la campagne de Genève, et il obtient son brevet de capitaine le 4 mai 1789. Il est fait chevalier de Saint-Louis le 23 janvier 1791.
Il reçoit ses épaulettes de chef de bataillon le 29 août 1793, et il est chargé d'organiser la 17e demi-brigade d'infanterie, puis il en prend le commandement le 1er septembre suivant avec le grade de chef de brigade.
Employé à l'armée des côtes de Brest, il est promu général de brigade provisoire par le général Hoche le 16 juillet 1795. À l'affaire de Quiberon, il est blessé mortellement le 3 thermidor de l'an III (21 juillet 1795), alors qu'à la tête d'une des colonnes qui attaquent le Fort de Penthièvre, il a le pied gauche enlevé par un biscaïen.
Transporté à Vannes, il est amputé et il meurt de sa blessure le 28 juillet 1795.